# Кобелиці (Сілезьке воєводство)
Кобелиці (пол. Kobielice) — село в Польщі, у гміні Сушець Пщинського повіту Сілезького воєводства.
Населення — 1354 особи (2011).

## Демографія
Демографічна структура станом на 31 березня 2011 року:
|          | Загалом | Допрацездатний вік | Працездатний вік | Постпрацездатний вік |
| -------- | ------- | ------------------ | ---------------- | -------------------- |
| Чоловіки | 660     | 180                | 428              | 52                   |
| Жінки    | 694     | 163                | 419              | 112                  |
| Разом    | 1354    | 343                | 847              | 164                  |